# Каменка (Мещёрское сельское поселение)
Каменка — деревня в Вяземском районе Смоленской области России. Входит в состав Мещёрского сельского поселения. По состоянию на 2007 год постоянного населения не имеет. 
Расположена в восточной части области в 17 км к северо-востоку от Вязьмы, в 8 км севернее автодороги М1 «Беларусь», на берегу реки Каменка. В 2 км восточнее деревни расположена железнодорожная станция О.п. 218-й км на линии Москва — Минск. 

## История
В годы Великой Отечественной войны деревня была оккупирована гитлеровскими войсками в октябре 1941 года, освобождена в марте 1943 года. 